# Lawrence Bender
Lawrence Bender (New York, 17 ottobre 1957) è un produttore cinematografico statunitense.
Divenne famoso per aver prodotto Le iene nel 1992 e diversi altri film di Quentin Tarantino.

## Biografia
Negli anni ottanta, lavorò come cameraman sulla serie Un salto nel buio della Laurel Entertainment. Inoltre, è stato produttore di molti altri film di successo tra cui Will Hunting - Genio ribelle, The Mexican - Amore senza la sicura e la trilogia di Dal tramonto all'alba. È stato il produttore della miniserie TV La leggenda di Earthsea.
Bender ha fatto dei cameo in molti dei film che produce: è uno dei poliziotti che inseguono Mr. Pink in Le iene, un cameriere (accreditato come long-haired yuppie scum nei titoli di coda) al ristorante di Pulp Fiction e un fattorino di un hotel in Kill Bill: Volume 2. Ritorna nel ruolo del long-haired yuppie scum (tradotto in "feccia yuppie dai lunghi capelli") anche in Four Rooms.
Dal maggio del 2005 Bender è un contributore dell'Huffington Post. Inoltre lavora a Hollywood per la sua casa di produzione, la Lawrence Bender Production, e anche per la A Band Apart, la compagnia aperta insieme a Quentin Tarantino.

## Filmografia parziale

### Cinema
- Le iene (Reservoir Dogs), regia di Quentin Tarantino (1992)
- Pulp Fiction, regia di Quentin Tarantino (1994)
- Four Rooms, regia di Allison Anders, Alexandre Rockwell, Robert Rodriguez e Quentin Tarantino (1995)
- Dal tramonto all'alba (From Dusk till Dawn), regia di Robert Rodriguez (1996) - Produttore esecutivo
- Will Hunting - Genio ribelle (Good Will Hunting), regia di Gus Van Sant (1997)
- Jackie Brown, regia di Quentin Tarantino (1997)
- Il gioco dei rubini (A Price Above Rubies), regia di Boaz Yakin (1998) - Produttore esecutivo
- Dal tramonto all'alba 2 - Texas, sangue e denaro (From Dusk till Dawn 2: Texas Blood Money), regia di Scott Spiegel (1999)
- Dal tramonto all'alba 3 - La figlia del boia (From Dusk Till Dawn 3: The Hangman's Daughter), regia di P.J. Pesce (2000)
- The Mexican - Amore senza la sicura (The Mexican), regia di Gore Verbinski (2001)
- I figli della guerra (Voces Inocentes), regia di Luis Mandoki (2004)
- Bastardi senza gloria (Inglourious Basterds), regia di Quentin Tarantino (2009)
- Greta, regia di Neil Jordan (2018)
- Rocketman, regia di Dexter Fletcher (2019)
- Capone, regia di Josh Trank (2020)
- Due estranei (Two Distant Strangers), regia di Travon Free e Martin Desmond Roe - cortometraggio (2020)
- The Harder They Fall, regia di Jeymes Samuel (2021)

### Televisione
- Seven Seconds - serie TV (2018)

## Riconoscimenti
- Premio Oscar
  - 1995 – Candidatura per il Miglior film per Pulp Fiction
  - 1998 – Candidatura per il Miglior film per Will Hunting - Genio ribelle
  - 2010 – Candidatura per il Miglior film per Bastardi senza gloria